# Amphiura heptacantha
Amphiura heptacantha är en ormstjärneart som först beskrevs av Ole Theodor Jensen Mortensen 1940.  Amphiura heptacantha ingår i släktet Amphiura och familjen trådormstjärnor. Inga underarter finns listade i Catalogue of Life.